# Pierre Gaviniès

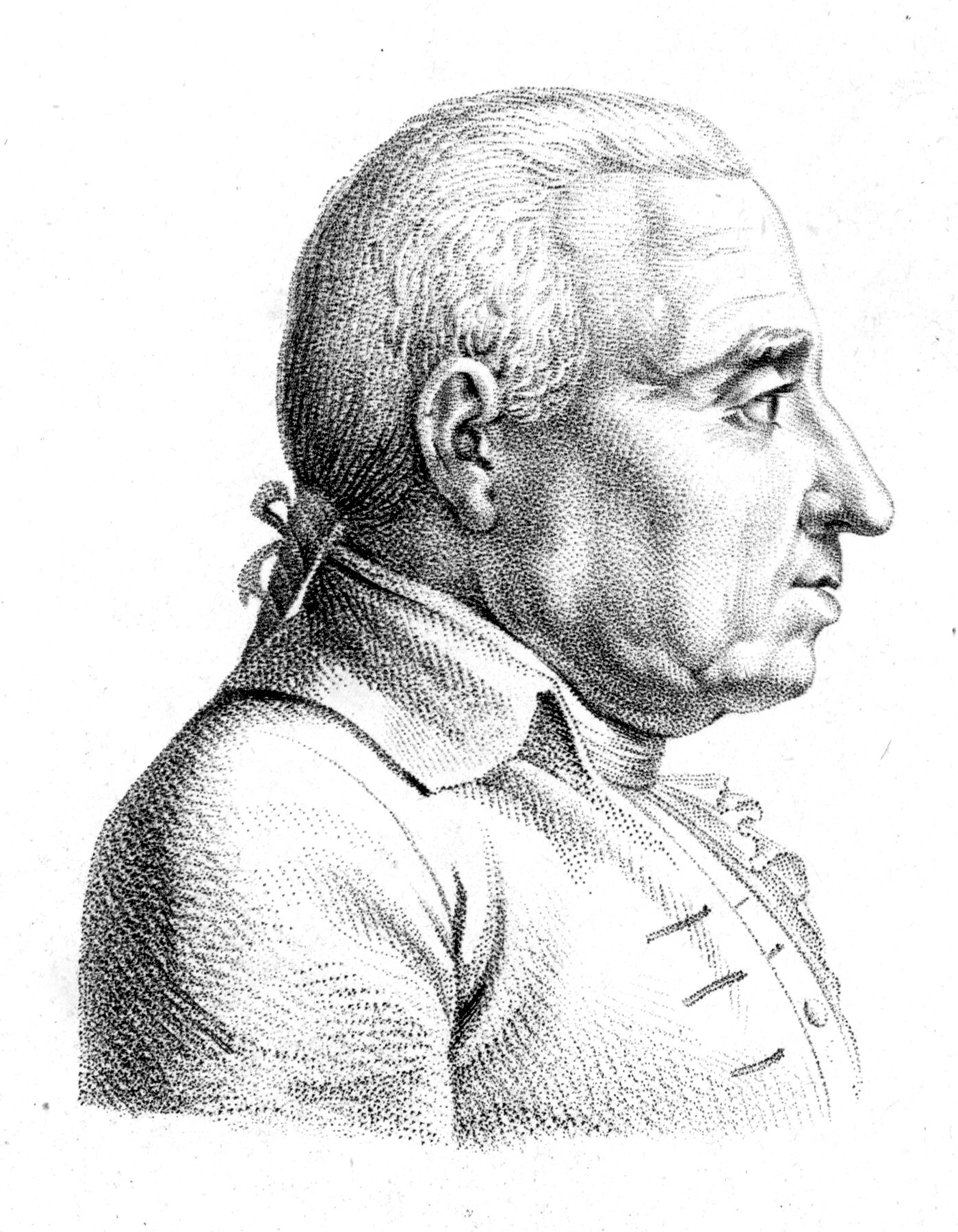
Pierre Gaviniès volgens Pierre Guérin

Pierre Gaviniès (Bordeaux, 11 mei 1728 - Parijs, 8 september 1800) was een Frans violist.
Gaviniès was de zoon van een vioolbouwer. Hij werkte vanaf 1796 als vioolpedagoog aan het Conservatorium van Parijs en was een invloedrijk violist. Zijn bekendste werk is Les vingt-quatre matinées (een bundel viooletudes gepubliceerd in  1800). Daarnaast schreef hij sonates, concerten en triosonates.

## Werken
- Opus 1 - 6 sonates voor viool 1760
- Le Prétendu intermède, comédie italienne in 3 aktes (première in Parijs op 6 november 1760)
- Recueil d'airs à 3 parties voor 2 violen, altviool en basso continuo 1763
- Opus 3 - 6 sonates voor viool 1764
- Opus 4 - 6 sonates voor viool 1764
- 2 Suites sur des noëls 1764
- 3 sonates voor viool solo (waaronder Le Tombeau de Gaviniès) 1770
- Opus 5 -  6 sonates voor viool 1774
- Vingt-quatre Matinées, études caprices voor viool 1794.